# Giulio Bajamonti
Giulio Bajamonti (Spalato, 24 agosto 1744 – Spalato, 12 novembre 1800) è stato un musicista, medico e letterato italiano.

## Biografia
Nato a Spalato da nobile e ricca famiglia di ascendenze lombarde, studiò nel locale seminario, laureandosi in seguito in medicina a Padova.
Di grandissima erudizione, si interessò di medicina, filosofia, letteratura ed etnologia.
Tra il 1785 e il 1790 è organista presso la Cattedrale di Lesina, cittadina ove esercita anche la professione medica. Nel 1789 fece ritorno a Spalato con la speranza di diventare il medico della città, ma si vide rifiutata la propria richiesta, poiché era già occupato come musicista. Infatti nella città dalmata era già attivo come organista della Cattedrale, posizione che tenne fino alla morte.

## Opere musicali
Compose circa 140 opere, di cui oltre 120 sono musica sacra, nella quale vi è un forte influsso dello stile operistico italiano dell'epoca.
Si ricordano:
- La traslazione di San Doimo (Oratorio, 1770, Spalato)
- 17 Messe per coro e orchestra
- 2 Messe di Requiem
- 2 Passioni
- 2 Stabat mater
- 3 Te Deum
- 8 Tantum ergo
- Miserere
- Magnificat
- 54 mottetti
- 10 sinfonie per quartetto d'archi in fa maggiore
- Sonata per organo in do maggiore (1776)
- Sonata per organo in si bemolle maggiore
- Non temo (aria buffa per basso, 1776)

## Altre opere
Giulio Bajamonti - fra gli studiosi omerici immediatamente successivi a Giambattista Vico - sembra essere quello che maggiormente ha colto la tesi vichiana della "discoverta del vero Omero". Nelle popolazioni morlacche dell'entroterra dalmata (la parola "morlacchi" deriva dal greco bizantino mauròblachoi, 'valacchi neri') Bajamonti ritrova le stesse caratteristiche delle antiche popolazioni primitive delle opere omeriche.
Bajamonti conobbe l'abate Alberto Fortis, che viaggiò lungo la Dalmazia e descrisse queste particolari popolazioni, intrattenendo con lui un ampio epistolario. Nel 1797 pubblicò a Padova Il morlacchismo d'Omero, ridotto successivamente in versi latini dall'amico Giorgio Ferich di Ragusa.
Negli anni iniziò a raccogliere materiale per comporre le "Memorie della città di Spalatro". Il rapporto con la sua città natale fu ambivalente: tanto amata quanto criticata e considerata "barbara", al punto da voler premettere a questa sua opera a carattere storico un'epigrafe: "Ogni nazione dovrebbe promettere un premio a colui che mettesse in piena luce le manchevolezze della sua costituzione e delle sue abitudini, nonché degli errori dei suoi progenitori".
Legato contestualmente ai suoi interessi medici e alla musica, è il breve trattato "Il medico e la musica", stampato a Venezia nel 1796.
Nell'archivio dell'Accademia Croata delle Scienze e delle Arti di Zagabria è conservato un libriccino autografo di Bajamonti, contenente componimenti poetici mai pubblicati in lingua italiana: canzonette, sonetti, elegie ecc.

## Identificazione nazionale
Giulio Bajamonti è un ottimo esempio di aristocratico ed intellettuale dalmata della sua epoca, legato per tradizione e per censo al mondo culturale latino ed italiano, tanto che non esistono suoi componimenti o scritti in lingua slava. Ciononostante, a partire dalla fine del XIX secolo in Croazia egli venne identificato come "etnicamente croato", e tale oggi appare in tutte le pubblicazioni apparse in questo paese, col nome tradotto in Julije Bajamonti.
È da notare che un nipote di Giulio Bajamonti fu quell'Antonio Bajamonti, ultimo podestà italiano di Spalato e strenuo difensore dei diritti dei dalmati italiani.

## Discografia
- Sonata in si bemolle maggiore, in Gli organi di Don Osvaldo: Luigi Scopel; Organi Storici del Cadore, 2001